# Сабин (округ)
Округ Сабин (англ. Sabine county) — округ штата Техас Соединённых Штатов Америки. На 2000 год в нем проживало 10 469 человек. По оценке бюро переписи населения США в 2009 году население округа составляло 10 208 человек. Окружным центром является город Хемпхилл.

## История
Округ Сабин был одним из первоначальных округов Республики Техас, когда она провозгласила независимость от Мексики в 1836 году. Он был назван в честь реки Сабин, образующей восточную границу округа (исп. sabine — кипарис).

## География
По данным бюро переписи населения США площадь округа Сабин составляет 1493 км², из которых 1270 км² — суша, а 224 км² — водная поверхность (14,97 %).

### Основные шоссе
- Шоссе 96
- Автострада 21
- Автострада 87
- Автострада 103

### Соседние округа
- Шелби (север)
- Сабин, Луизиана (восток)
- Ньютон (юг)
- Джаспер (юго-запад)
- Сан-Огастин (запад)